# 柳惲
柳 惲（りゅう うん、465年 - 517年）は、南朝宋から梁にかけての官僚・文人。字は文暢。本貫は河東郡解県。兄は柳悦・柳惔。弟は柳憕・柳忱。

## 経歴
柳世隆（柳元景の弟の柳叔宗の子）の三男として生まれた。幼くして嵆元栄や羊蓋に学び、弾琴を極めた。また学問を好み、尺牘を得意とした。早くから貴公子の令名があり、初めて詠んだ詩である「搗衣詩」は王融の賞賛を受けた。謝瀹の隣に住んで、かれと友情を結んだ。
斉の竟陵王蕭子良に召し出されて、その下で法曹行参軍をつとめた。諸官を歴任して太子洗馬となった。永明9年（491年）、父が死去したため、官を去って喪に服した。服喪が終わると、鄱陽王蕭鏘の下で相を代行した。後に建康に召還されて、驃騎従事中郎に任じられた。
中興元年（501年）、蕭衍が東征してくると、柳惲は石頭城で蕭衍と面会し、冠軍将軍・征東府司馬となった。建康制圧にあたって、図書や公文書を先んじて保護するよう蕭衍に提案して、聞き入れられた。蕭穎冑が江陵で死去すると、柳惲は蕭衍の命を受けて西上し、和帝を迎えた。給事黄門侍郎に任じられ、歩兵校尉を兼ね、相国右司馬に転じた。
天監元年（502年）、梁が建国されると、柳惲は長兼侍中に任じられ、沈約らとともに新律の制定にあたった。武帝（蕭衍）とともに景陽楼に登って詩を賦すと、その詩は帝の賞賛を受けた。また柳惲は囲碁も得意とし、武帝の命を受けて棋譜を定め、その優劣を公表した。天監2年（503年）、呉興郡太守として出向した。天監6年（507年）、建康に召還されて散騎常侍となり、左民尚書に転じた。天監8年（509年）、持節・都督広交桂越四州諸軍事・仁武将軍・平越中郎将・広州刺史に任じられた。
建康に召還されて秘書監となり、左軍将軍を兼ねた。再び呉興郡太守となって6年、その統治は清廉で穏健なものであったことから、民衆と官吏になつかれ、離任のときには父老1000人あまりが引き留めるべく請願し、離任は先延ばしにされた。天監16年（517年）、死去した。享年は53。侍中・中護軍の位を追贈された。
末子の柳偃（柳敬言の父）は、字を彦游といい、長城公主を妻に迎え、太子洗馬や廬陵郡・鄱陽郡の内史をつとめた。

## 伝記資料
- 『梁書』巻21 列伝第15
- 『南史』巻38 列伝第28